# 瓦策峰
46°59′22″N 10°47′44″E / 46.98944°N 10.79556°E

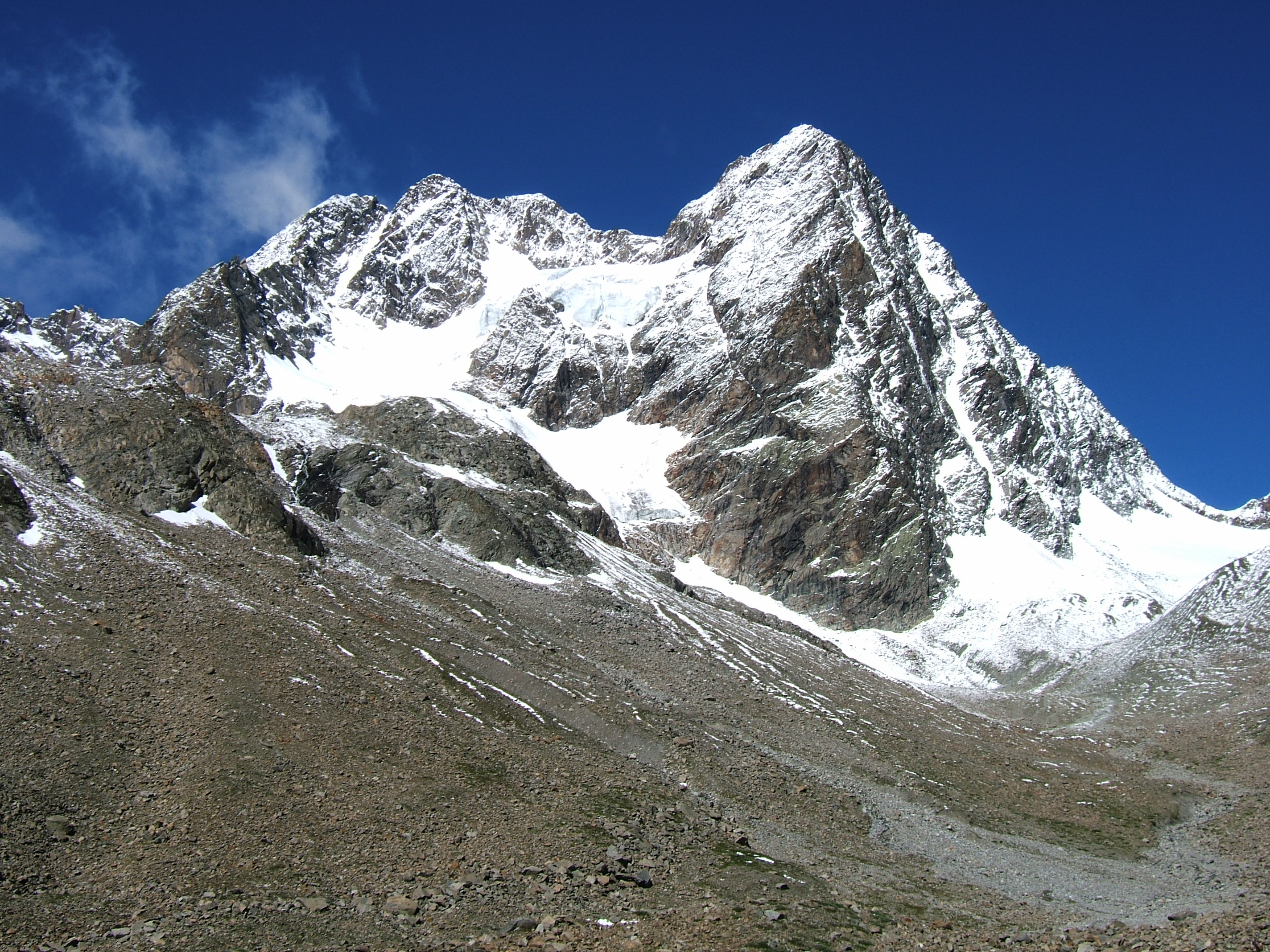

瓦策峰（德語：Watzespitze），是奧地利的山峰，位於該國西部，由蒂羅爾州負責管轄，屬於奧茲塔爾阿爾卑斯山脈的一部分，海拔高度3,533米，每年平均降雨量1,357毫米，人類在1869年9月29日首次登頂。